# Leganés Central (metropolitana di Madrid)
Leganés Central è una stazione della linea 12 della metropolitana di Madrid.
Si trova tra la avenida del Cobre e la calle Virgen del Camino, nel comune di Leganés, sotto alla stazione di Leganés che dà servizio alla linea C5 delle Cercanías di Madrid.

## Storia
La stazione della metropolitana fu inaugurata il 11 aprile 2003.

## Interscambi
- 432, 480, 482, 484, 485, 486